# Кавансит
Каванситът (името му произтича от първите срички на елементите от химичния му състав – калциев ванадиев силикат), е тъмносин воден калциево-ванадиев филосиликатен минерал, срещащ се като вторичен минерал в базалтови и андезитни скали заедно с различни зеолитни минерали. Синьото му оцветяване се дължи на ванадия, метален йон. Открит през 1967 г. в окръг Малхиър, Орегон, САЩ, каванситът е сравнително рядък минерал. Той е полиморфен с още по-редкия минерал пентагонит. Най-често се среща в Пуна и в Деканските капани, Индия.

## Употреба
Въпреки че каванситът съдържа ванадий и следователно може да бъде възможен източник на руда за елемента, той обикновено не се счита за руден минерал. Поради богатия си цвят и относителната рядкост каванситът е търсен колекционерски минерал.

## Свързани минерали
- Членове на групата на апофилитите
- Членове на групата на зеолитите, особено стилбит
- бабингтонит, Ca2Fe2Si5O14OH
- кварц, SiO2
- калцит, CaCO3
- пентагонит, Ca(VO)Si4O10 · 4(H2O)